# پیام‌آور (فیلم ۲۰۰۹)
پیام‌آور (به انگلیسی: The Messenger) نام فیلم درامی است که در سال ۲۰۰۹ به کارگردانی اورن موورمن ساخته شد. این فیلم موفق شد در دو رشتهٔ بهترین فیلم‌نامهٔ غیراقتباسی و بهترین بازیگر نقش مکمل مرد نامزد جایزه اسکار شود.قصه فیلم درباره یک سرباز با بازی بن فاستر است که بعد از بازگشت از جنگ مأمور به کار رساندن پیام کشته شدن سربازها به خانواده آن‌ها می‌شود و در این بین با همسر یکی از کشته شدگان رابطه احساسی برقرار میکند